# Martyrs
Martyrs is een Frans-Canadese horrorfilm uit 2008, geschreven en geregisseerd door Pascal Laugier. De film kwam voor het eerst uit op het Cannes Film Festival en werd op 3 september 2008 in heel Frankrijk uitgebracht. De Amerikaanse rechten werden gekocht door The Weinstein Company, die de film in april 2009 uitbracht op dvd. Er verscheen in 2015 een gelijknamige Amerikaanse remake.

## Verhaal
Lucie en Anna vormen een vriendschap in het weeshuis waar ze allebei zijn geplaatst. Lucie vertrouwt Anna toe dat ze wordt geterroriseerd door een spookachtige, ernstig verminkte vrouw. Lucie vertelt Anna verder niet veel over haar verleden, maar Anna kan uit wat ze hoort opmaken dat ze ernstig is mishandeld. Vijftien jaar later krijgt Anna een telefoontje, waarin Lucie vertelt dat ze de familie heeft gevonden die verantwoordelijk is voor haar vreselijke jeugd en dat ze die vermoord heeft. Ze vraagt Anna te komen om haar te helpen met het begraven van de lijken. Anna twijfelt, maar gaat toch naar Lucie toe om te helpen. Eenmaal aangekomen wordt Anna gevangengenomen en moet ze aan den lijve ondergaan wat Lucie als kind meemaakte.

## Acteurs
- Morjana Alaoui - Anna Assaoui
  - Erika Scott - jonge Anna
- Mylène Jampanoï - Lucie Jurin
  - Jessie Pham - jonge Lucie
- Isabelle Chasse - verminkte vrouw
- Juliette Gosselin - Marie
- Catherine Bégin - Mademoiselle
- Robert Toupin - de vader
- Patricia Tulasne - de moeder
- Xavier Dolan-Tadros - Antoine

## Productie
In eerste instantie werd het script afgewezen door alle grote studio's in Frankrijk. Uiteindelijk werd het project gefinancierd door Canal+, een grote tv-maatschappij in Frankrijk. Naast wat kleine problemen met de special effects en make-up was de grootste moeilijkheid volgens Pascal Laugier het huilen van de actrices op de set. Laugier vertelt in een interview dat de actrices de eerste draaidagen continu huilden, maar dat het daarom moeilijker werd om ze later te laten huilen wanneer het nodig was voor een scène.

## Prijzen
De film won onder meer prijzen op het Sitges Film Festival in 2008 en 2009 voor beste make-upeffecten en beste Europese fantasyfilm.